# Maastricht-traktaten
|  | Denne artikel vedrører den historiske traktat, som indførte Den Europæiske Union. For den aktuelle version, der er ændret ved Lissabontraktaten (2009), se Traktaten om Den Europæiske Union |
| Portal | Portal:EU |

Traktaten om Den Europæiske Union (TEU) ofte kaldet Maastricht-traktaten var en traktat, der blev indgået i Maastricht i 1991 mellem medlemslandene i det daværende EF og underskrevet 7. februar 1992. Traktaten trådte i kraft 1. november 1993, efter at Danmark først havde nedstemt den ved en folkeafstemning og derefter vedtog den sammen med Edinburgh-protokollen ved endnu en afstemning. Traktaten består af 53 artikler og omdannede EF til den Europæiske Union (EU).
Traktaten blev foreslået oven på omvæltningerne i Europa grundet den Kolde Krigs afslutning. Herefter var det især på initiativ fra Frankrig og Tyskland, at forhandlingerne blev igangsat. Ydermere ønskede flere medlemslande og nogle af EU's organer mere integration og tættere samarbejde.
Forhandlingerne om traktaten blev gennemført på to sideløbende regeringskonferencer om henholdsvis en Økonomisk og Monetær Union og en politisk union. Disse var under ledelse af først det luxembourgske formandskab og dernæst det hollandske. Det uofficielle navn på traktaten indeholder navnet på den hollandske by Maastricht, hvor det sidste topmøde blev holdt under det hollandske formandskab.
Traktaten er opbygget med en søjlestruktur med de såkaldte tre søjler. Søjlerne markerer en skelnen mellem hvilke områder der er en del af det overstatslige og det mellemstatslige samarbejde. Nye områder i traktaten er især politiske med de retlige og indre anliggender samt den fælles udenrigs- og sikkerhedspolitik. Et andet vigtigt tiltag er det styrkede økonomiske samarbejde med en fælles mønt.
Ratifikationen af traktaten blev gennemført, efter at Danmark, Irland og Frankrig havde afholdt folkeafstemninger om spørgsmålet, og de øvrige lande havde vedtaget den i de nationale organer. Siden Maastricht-traktatens ikrafttræden er den blevet ændret flere gange, og nogle af politikkerne er stadig under udvikling.

## Baggrund
De Europæiske Fællesskaber, EF, havde siden 1957 varetaget en række europæiske landes fælles interesser på det økonomiske og handelsorienterede område. Dette samarbejde havde hidtil været en succes[kilde mangler], og der havde ikke tidligere været behov for en udvidelse af samarbejdet. Dette skyldtes primært den bipolare magtfordeling mellem USA og Sovjetunionen, der varede indtil Sovjetunionens sammenbrud omkring 1990. Denne magtfordeling gjorde, at de to supermagter havde store europæiske interesser, og det gjaldt således for dem om at have så mange allierede som muligt på det europæiske kontinent. USA’s interesser blev varetaget af den vestlige halvdel, og den østlige halvdel støttede op omkring Sovjetunionen. Det, supermagterne gav til gengæld, var militær beskyttelse, og netop denne beskyttelse var grunden til, at de europæiske lande ikke selv behøvede at have den store bekymring omkring blandt andet det sikkerhedspolitiske.
Da Berlinmuren pludselig faldt i 1989, og Sovjetunionen derefter i 1990 brød sammen, var den Kolde Krig bragt til ende, og der var basis for nye ideer og tiltag i verden og Europa. Landene i EF så muligheder og behov for forandringer og stærkere samarbejde landene imellem. Dette var ikke mindst grundet et atter samlet Tyskland. Det vurderedes, at det genforenede Tyskland ville blive en mastodont i Europa, og grundet landets blakkede historie var flere Europæiske lande bekymrede for landets magt i Europa. Bekymringen fra især Frankrig udmøntede sig i en regeringskonference om oprettelsen af en politisk union efter initiativ fra netop Frankrig og Tyskland. Forinden havde man dog afholdt et møde i Rådet i juni 1988, hvor der var nedsat en komité, som senere i 1989 fremlagde en rapport om fremgangsmåden for indførelsen af en økonomisk og monetær union. Man mente, at forudsætningen for en sådan union var et stabiliseret europæisk samarbejde med øget samhørighed og ensretning, hvilket en politisk union ville være.
I henhold til den Kolde Krigs afslutning så man især den nye sikkerhedspolitiske situation som et problem, og samtidig åbnedes en mulighed for at få en stærkere international position med et styrket europæisk samarbejde. Disse nye muligheder og problemer var, hvad der skabte grobund for en ny traktat og dermed ændringer af Fællesskabernes hidtidige basis bestående af Rom-traktaten og EF-pakken (SEA).
I Danmark havde der allerede i 1986 vist sig et skeptisk bagland i debatten op til folkeafstemningen om EF-pakken, hvor skeptikerne havde kommet med forudsigelser om, at samarbejdet var på vej mod en føderalistisk europæisk nation, hvortil daværende statsminister Poul Schlüter havde udtalt "Unionen er stendød", hvilket han og hans partifæller snart skulle komme til at fortryde. Hvorom alting var, blev det en realitet, at medlemslandene skulle forhandle om en ny traktat.
En anden faktor fra europæisk side var, at man mente, at der var et demokratisk underskud i EU. Dette ville man gøre op med gennem effektivisering af institutionerne, mere enstemmighed og større økonomisk sammenhæng mellem medlemslandene. Dette var især et ønske fra Europaparlamentet, der historisk set altid havde presset på for at få mere magt. Ønsket fremgik af den såkaldte Martin Report fremlagt i 1989.

## Forhandlinger
Forhandlingerne om det, der skulle blive til Maastricht-traktaten, foregik på regeringskonferencerne om den Økonomiske og Monetære Union samt om en Politisk Union, der åbnedes ved Rådets møde 14.-15. december 1990 og varede til december 1991, hvor traktaten blev undertegnet af medlemslandene ved det afsluttende topmøde i Maastricht. Denne fremgangsmåde blev besluttet på Rådets møde i Dublin i april 1990.
Der var mange forskellige indgangsvinkler til en udvidelse eller ændring af det eksisterende samarbejde, og dette førte til tidlige udmeldinger om ståsted for nogle lande. Allerede i marts 1990 havde Belgien, som det første land, udarbejdet et memorandum til brug i forhandlingerne om det videre arbejde for EF. Grækenland og Danmark havde ligeledes lavet udkast for rammerne om deres forhandlinger, inden regeringskonferencen gik i gang.
For Frankrig var ØMU'en det vigtigste punkt for EF's videre udvikling, fordi dette ville få medlemslandene til at arbejde endnu tættere sammen. Tyskland derimod fandt den politiske union vigtigst og spillede især på en styrkelse og udvikling af EU's institutioner, herunder specielt Europa-parlamentet. Det var ikke mindst Tysklands fortjeneste, at parlamentet fik medbestemmelse i lovgivningsprocessen inden for visse områder, da landet under forhandlinger opsatte en styrkelse af parlamentet som et krav. Sammen med Frankrig og Tyskland var Italien en aktiv medspiller under forhandlinger, hvor landet især lagde vægt på en fælles forsvarspolitik.
Storbritannien var traditionelt konservative i det europæiske samarbejde, men efter Margaret Thatchers fald og afløsning af John Major var der dog åbnet op for en lidt mere positiv og aktiv linje. Selvom den officielle attitude var en aktiv tilgangsvinkel, havde Storbritannien til stadighed kvaler med den hurtige udvikling. Dette blev også afspejlet i landets undtagelser

### De første traktatudkast
Efter udenrigsministrenes møde i juni 1991 i Dresden var der lagt op til topmødet i Luxembourg senere samme måned. Det første udkast til paragraffer i en ny traktat kom fra dansk side som opfølgning på regeringsmemorandummet for forhandlingsrækken. På baggrund af dette udviklede det luxembourgske formandskab et traktatudkast med en struktur, der tydeligt markerede skellet mellem det overstatslige og mellemstatslige samarbejde. Dette udkast fulgte langt hen ad vejen de danske forslag, men allerede i marts 1990 havde Europaparlamentet spillet ud med forslag om samarbejde inden for miljø og socialområdet, hvilket også var noget af det centrale i det danske forslag.

### Rådets møde i Maastricht december 1991
Da Holland overtog formandskabet i juli 1991, fik landet samtidig ansvaret for de videre forhandlinger. På baggrund heraf lavede de et nyt udkast til en traktat. Denne blev dog ikke modtaget lige så godt, som den luxembourgske var blevet det tidligere på året. Ændringerne gjaldt primært en strukturændring til en helhedstraktat i stedet for søjlestrukturen, som foreslået af Luxembourg. Den dårlige modtagelse medførte, at hollænderne måtte lave endnu et udkast, der lå meget tættere på Luxembourgs tidligere udkast. Udkastet blev da lagt til grund for det sidste topmøde i Maastricht i december, hvor de sidste detaljer blev færdigforhandlet.

#### Underskrivning
Da de endelige forhandlinger var på plads, og traktatteksten lå klar til undertegning, blev traktaten underskrevet af to repræsentanter for hver af medlemslandene. Traktaten blev kaldt Maastricht-traktaten efter den by, hvor topmødet blev afholdt. Herunder foreligger de enkelte landes signaturer fra slutakten i traktaten.
|         |            |          |            |                |          |
| Belgien | Danmark    | Frankrig | Grækenland | Holland        | Irland   |
|         |            |          |            |                |          |
| Italien | Luxembourg | Portugal | Spanien    | Storbritannien | Tyskland |

## Indhold
Traktaten består af en præambel samt 53 artikler opdelt i otte afsnit.

### Mål
Traktatens formål var at danne en union mellem de europæiske folk, sådan at der ville skabes et mere snævert samarbejde mellem disse. Selve unionens mål som defineret i traktaten var til gengæld at oprette en Økonomisk og Monetær Union for at skabe økonomisk stabilitet, give en stærk profil udadtil ved oprettelsen af en fælles udenrigs- og sikkerhedspolitik, skabe et unionsborgerskab for derved at styrke demokratiet, fremme frihed og sikkerhed med bestemmelser og retningslinjer for bl.a. kriminalitet og asyl samt sikre effektiviteten for EU's instituioner.

### Principper
Traktaten indeholder en række principper, der skal ses som styrende for, hvordan denne skal tolkes, og hvordan EU og dets medlemslande skal handle. Principperne nævnt i traktaten er primært "gamle" principper fra EF-traktaten, der blot er blevet specificeret i Maastricht-traktaten eller principper udviklet af EF-Domstolens retspraksis, der er blevet traktatfæstet. Desuden gælder det nye subsidiaritetsprincip, der blev indskrevet i traktatens præambel og især var et resultat af Storbritanniens ønsker. Princippet består i, at beslutninger skal træffes på så lokalt et niveau som muligt, og det vil i denne sammenhæng betyde på nationalt plan frem for europæisk plan. Det skal dog nævnes at princippet ikke er gældende, hvor EF har enekompetence.

### De tre søjler
Maastricht-traktaten havde som nævnt basis i de tidligere europæiske traktater og samarbejdsaftaler, men opbyggede en ny struktur. Strukturen for den nye union blev en tre-søjle-løsning, hvor unionen så at sige opdeltes i tre hovedområder. Første søjle var det overstatslige samarbejde, hvis omdrejningspunkt var det forhenværende Europæiske Økonomiske Fællesskab. Anden søjle var fælles udenrigs- og sikkerhedspolitik, mens tredje søjle var retlige og indre anliggender. Både anden og tredje søjle fungerede som mellemstatslige. De tre søjler havde en del af æren for, at traktaten overhovedet blev gennemført, idet det gav et klart billede af, hvilke områder der samarbejdedes om på hvilket plan. Alt imens anden søjle var nye politiske områder, baseredes tredje søjle på et forsøg på et tidligt Europæisk Politisk Samarbejde, som i bund og grund også var et forsøg på en koordineret udenrigspolitik.

### Undtagelser
I den færdige traktat stak to undtagelser frem, som var særundtagelser for bestemte lande. Særligt på det monetære område stod en mulighed for undtagelse klar. Det var muligt at stå uden for møntunionen, indtil befolkningen stemte ja. Hermed lå beslutningen stadig hos de nationale parlamenter, og man kunne udskyde en stillingtagen, til tredje fase af den Økonomiske og Monetære Union stod for døren. Derudover var en omtalt undtagelse Storbritanniens mulighed for at stå uden for socialpolitikken. Dette var et nyt område, som briterne havde meget svært ved at acceptere og dermed fik forhandlet sig frem til en undtagelse på området.

## Ratifikation
Ifølge betingelserne for traktatændringer i det europæiske samarbejde skal samtlige lande ratificere traktatændringer, inden disse kan træde i kraft. Som følge deraf måtte de tolv medlemslande godkende Maastricht-traktaten på nationalt plan. I en række lande blev traktaten automatisk ratificeret, men i Danmark, Irland og Frankrig blev traktaten sendt til folkeafstemning.

### Folkeafstemninger
Den første folkeafstemning om den nye traktat blev afholdt i Danmark, hvor befolkningen skulle stemme 2. juni 1992. Her var debatten ophedet, og der var splittelse mellem tilhængere og skeptikere. Valgkampen fødte også et nyt parti Junibevægelsen, der kæmpede mod en union. Sammen med Folkebevægelsen mod EF og SF samt Fremskridtspartiet førte de an i kampagnen mod traktaten. På den anden side stod resten af folketingspartierne. De sidstnævnte tabte dog valgkampen, idet et flertal på 50,7% stemte nej til traktaten.
Alt imens Danmarks ratifikationsproces hermed gik i stå, skulle irerne stemme om samme traktat 18. juni samme år. Her skulle befolkningen vise sig at være mere positive, hvorved traktaten gik igennem med et flertal på 69,1% for traktaten. Spørgsmålet var dog ikke ligetil for alle irere, da der var tvivl om, hvorvidt en ratifikation ville betyde en problematisering af lovgivningen om abortspørgsmålet. Dette fik også flere politikere til at gå imod deres partis anbefaling af traktaten.
Frankrig, som havde været den store fortaler for hele projektet omkring Maastricht-traktaten, ville under ingen omstændigheder se, at hele projektet gik i vasken på grund af et lille og – efter deres mening – ubetydeligt, skeptisk land som Danmark. Derfor besluttede den franske præsident, François Mitterrand, at udskrive valg til Maastricht-traktaten, så han kunne demonstrere, at det franske folk var EU-positivt, og at det blot var noget pjat med Danmarks ”nej”. Den stærke overbevisning fra den franske præsident afspejlede imidlertid ikke den franske befolkning, og også i Frankrig var man ved at få sig en meget slem overraskelse. Den franske befolkning delte sig næsten ligeligt på ”ja”- og ”nej”-stemmer, men modsat Danmarks resultat blev udfaldet et snævert ”ja” (51,05%). Man kunne dermed se, at det ikke kun var i Danmark, der var tvivl om projektet.

### Holdninger
I Portugal, Storbritannien og Tyskland viste meningsmålinger, at der var manglende opbakning til Maastricht-traktaten. Debatten i Underhuset i Storbritannien viste også spredte meninger, men mest af alt syntes disse at påpege en for tilbageholdende britisk linje i forhandlingerne. Her syntes man, at resultaterne var for konservative. Portugals usikkerhed blev ligesom Tysklands ikke efterprøvet, da regeringspartiet Partido Social Democrata havde absolut flertal og var imod en folkeafstemning om spørgsmålet, selvom flere andre parlamentspartier anbefalede dette. Dog så de umiddelbare meningsmålinger ikke ud til direkte at ville true en ratifikation, hvis spørgsmålet havde kommet til folkeafstemning.
I Benelux-landene samt i Spanien viste der sig en bred politisk opbakning til Maastricht-aftalen. Ligeledes var der i Grækenland generel enighed om at vedtage traktaten, da man her havde fået alle mål indfriet, og der var god stemning om EF's transformation til en union. I Italien viste der sig også en god stemning om traktaten. Dog ville man afvente parlamentets udtalelse om sagen, hvilken blev positiv, og derfor blev traktaten også her vedtaget.

### Krisestemning og løsning
Det danske nej skabte en krisestemning i EF. Man ville ikke lade traktaten gå i vasken. Der var forskellige bud på, hvordan det skulle løses, og en af dem var, at Danmark helt skulle udtræde af fællesskabet. Det kunne meget vel blive allersidste udvej af krisen, men de fleste var dog indstillet på at finde en diplomatisk løsning på problemet.[kilde mangler] Løsningen blev leveret i Danmark i form af det Nationale Kompromis, som syv ud af otte partier i Folketinget var med til at udarbejde i oktober 1992. En afstemning 18. maj 1993 herom gav nu et dansk ja, og traktaten kunne langt om længe fuldt ud ratificeres.

### Ratificeringsforløbet i detaljer
I tabellen nedenfor vises de lande, der har ratificeret Maastricht-traktaten.
| Europæiske Fællesskab | 7. februar 1992   | [ 25 ]            | Ikke nødvendigt | Ikke nødvendigt | [ 26 ]          | Ikke nødvendigt | Ikke nødvendigt | Ikke nødvendigt | [ 26 ] | Ratificeret |
| --------------------- | ----------------- | ----------------- | --------------- | --------------- | --------------- | --------------- | --------------- | --------------- | ------ | ----------- |
|                       | Rådet             | Rådet             | Godkendt        | 7. februar 1992 | 7. februar 1992 | 12              | 0               | 0               | [ 25 ] |             |
|                       | Europaparlamentet | Europaparlamentet | Godkendt        | 7. april 1992   | 7. april 1992   | ?               | ?               | ?               | [ 27 ] |             |

| Belgien | 7. februar 1992                | [ 25 ]                         | 26. november 1992 | 26. november 1992 | [ 28 ]            | 10. december 1992 | 10. december 1992 | 10. december 1992 | [ 26 ] | Ratificeret |
| ------- | ------------------------------ | ------------------------------ | ----------------- | ----------------- | ----------------- | ----------------- | ----------------- | ----------------- | ------ | ----------- |
|         | Repræsentanthuset              | Repræsentanthuset              | Godkendt          | 17. juli 1992     | 17. juli 1992     | ?                 | ?                 | ?                 | [ 27 ] |             |
|         | Senatet                        | Senatet                        | Godkendt          | 4. november 1992  | 4. november 1992  | ?                 | ?                 | ?                 | [ 27 ] |             |
|         | Bruxelles' regionsparlament    | Bruxelles' regionsparlament    | Godkendt          | ??                | ??                | ?                 | ?                 | ?                 |        |             |
|         | Bruxelles' forenede forsamling | Bruxelles' forenede forsamling | Godkendt          | 22. oktober 1992  | 22. oktober 1992  | 51                | 0                 | 9                 | [ 29 ] |             |
|         | Flanderns regionsparlamentet   | Flanderns regionsparlamentet   | Godkendt          | 22. oktober 1992  | 22. oktober 1992  | 113               | 35                | 1                 | [ 30 ] |             |
|         | Franske fællesparlament        | Franske fællesparlament        | Godkendt          | 20. oktober 1992  | 20. oktober 1992  | 69                | 0                 | 15                | [ 31 ] |             |
|         | Franske kommission             | Franske kommission             | Godkendt          | ??                | ??                | ?                 | ?                 | ?                 |        |             |
|         | Tyske parlament                | Tyske parlament                | Godkendt          | 23. november 1992 | 23. november 1992 | 20                | 4                 | 0                 | [ 32 ] |             |
|         | Det vallonske regionalråd      | Det vallonske regionalråd      | Godkendt          | ??                | ??                | ?                 | ?                 | ?                 |        |             |

| Danmark | 7. februar 1992 | [ 25 ]          | 9. juni 1993 | 9. juni 1993   | [ 33 ]         | 17. juni 1993 | 17. juni 1993 | 17. juni 1993 | [ 26 ] | Ratificeret |
| ------- | --------------- | --------------- | ------------ | -------------- | -------------- | ------------- | ------------- | ------------- | ------ | ----------- |
|         | Folkeafstemning | Folkeafstemning | Afvist       | 2. juni 1992   | 2. juni 1992   | 48 %          | 52 %          | 83 %          | [ 34 ] |             |
|         | Folkeafstemning | Folkeafstemning | Godkendt     | 18. maj 1993   | 18. maj 1993   | 57 %          | 43 %          | 86 %          | [ 34 ] |             |
|         | Folketinget     | Folketinget     | Godkendt     | 30. marts 1993 | 30. marts 1993 | 153           | 16            | 0             | [ 35 ] |             |

| Frankrig | 7. februar 1992      | [ 25 ]               | 24. september 1992 | 24. september 1992 | [ 36 ]             | 4. november 1992 | 4. november 1992 | 4. november 1992 | [ 26 ] | Ratificeret |
| -------- | -------------------- | -------------------- | ------------------ | ------------------ | ------------------ | ---------------- | ---------------- | ---------------- | ------ | ----------- |
|          | Folkeafstemning      | Folkeafstemning      | Godkendt           | 20. september 1992 | 20. september 1992 | 51 %             | 49 %             | 70 %             | [ 34 ] |             |
|          | Nationalforsamlingen | Nationalforsamlingen | Godkendt           | ??                 | ??                 | ?                | ?                | ?                |        |             |
|          | Senatet              | Senatet              | Godkendt           | ??                 | ??                 | ?                | ?                | ?                |        |             |

| Grækenland | 7. februar 1992 | [ 25 ]      | 7. august 1992 | 7. august 1992 | [ 37 ]        | 3. november 1992 | 3. november 1992 | 3. november 1992 | [ 26 ] | Ratificeret |
| ---------- | --------------- | ----------- | -------------- | -------------- | ------------- | ---------------- | ---------------- | ---------------- | ------ | ----------- |
|            | Parlamentet     | Parlamentet | Godkendt       | 31. juli 1992  | 31. juli 1992 | ?                | ?                | ?                | [ 27 ] |             |

| Irland | 7. februar 1992   | [ 25 ]            | 11. november 1992 | 11. november 1992 | [ 38 ]           | 23. november 1992 | 23. november 1992 | 23. november 1992 | [ 26 ] | Ratificeret |
| ------ | ----------------- | ----------------- | ----------------- | ----------------- | ---------------- | ----------------- | ----------------- | ----------------- | ------ | ----------- |
|        | Folkeafstemning   | Folkeafstemning   | Godkendt          | 18. juni 1992     | 18. juni 1992    | 69 %              | 31 %              | 57 %              | [ 34 ] |             |
|        | Repræsentanthuset | Repræsentanthuset | Godkendt          | 4. november 1992  | 4. november 1992 | Ingen afstemning  | Ingen afstemning  | Ingen afstemning  | [ 39 ] |             |
|        | Senatet           | Senatet           | Godkendt          | 5. november 1992  | 5. november 1992 | Ingen afstemning  | Ingen afstemning  | Ingen afstemning  | [ 40 ] |             |

| Italien | 7. februar 1992    | [ 25 ]             | 3. november 1992 | 3. november 1992   | [ 41 ]             | 5. december 1992 | 5. december 1992 | 5. december 1992 | [ 26 ] | Ratificeret |
| ------- | ------------------ | ------------------ | ---------------- | ------------------ | ------------------ | ---------------- | ---------------- | ---------------- | ------ | ----------- |
|         | Deputeredekammaret | Deputeredekammaret | Godkendt         | 29. oktober 1992   | 29. oktober 1992   | 403              | 46               | 18               | [ 42 ] |             |
|         | Senatet            | Senatet            | Godkendt         | 17. september 1992 | 17. september 1992 | 176              | 16               | 1                | [ 43 ] |             |

| Luxembourg | 7. februar 1992    | [ 25 ]             | 27. juli 1992 | 27. juli 1992 | [ 44 ]       | 28. august 1992 | 28. august 1992 | 28. august 1992 | [ 26 ] | Ratificeret |
| ---------- | ------------------ | ------------------ | ------------- | ------------- | ------------ | --------------- | --------------- | --------------- | ------ | ----------- |
|            | Deputeredekammeret | Deputeredekammeret | Godkendt      | 2. juli 1992  | 2. juli 1992 | 51              | 6               | 0               | [ 45 ] |             |

| Nederlandene | 7. februar 1992   | [ 25 ]            | ?        | ?                 |                   | 28. december 1992 | 28. december 1992 | 28. december 1992 | [ 26 ] | Ratificeret |
| ------------ | ----------------- | ----------------- | -------- | ----------------- | ----------------- | ----------------- | ----------------- | ----------------- | ------ | ----------- |
|              | Repræsentanthuset | Repræsentanthuset | Godkendt | 12. november 1992 | 12. november 1992 | Håndsoprækning    | Håndsoprækning    | Håndsoprækning    | [ 46 ] |             |
|              | Senatet           | Senatet           | Godkendt | 15. december 1992 | 15. december 1992 | Ingen afstemning  | Ingen afstemning  | Ingen afstemning  | [ 47 ] |             |

| Portugal | 7. februar 1992 | [ 25 ]      | 30. december 1992 | 30. december 1992 | [ 48 ]            | 16. februar 1993 | 16. februar 1993 | 16. februar 1993 | [ 26 ] | Ratificeret |
| -------- | --------------- | ----------- | ----------------- | ----------------- | ----------------- | ---------------- | ---------------- | ---------------- | ------ | ----------- |
|          | Parlamentet     | Parlamentet | Godkendt          | 10. december 1992 | 10. december 1992 | 200              | 21               | 0                | [ 48 ] |             |

| Spanien | 7. februar 1992 | [ 25 ]     | 28. december 1992 | 28. december 1992 | [ 49 ]            | 31. december 1992 | 31. december 1992 | 31. december 1992 | [ 26 ] | Ratificeret |
| ------- | --------------- | ---------- | ----------------- | ----------------- | ----------------- | ----------------- | ----------------- | ----------------- | ------ | ----------- |
|         | Kongressen      | Kongressen | Godkendt          | 29. oktober 1992  | 29. oktober 1992  | 314               | 3                 | 8                 | [ 49 ] |             |
|         | Senatet         | Senatet    | Godkendt          | 25. november 1992 | 25. november 1992 | 222               | 0                 | 3                 | [ 50 ] |             |

| Storbritannien | 7. februar 1992 | [ 25 ]     | 20. juli 1993 | 20. juli 1993 | [ 51 ]        | 2. august 1993 | 2. august 1993 | 2. august 1993 | [ 26 ] | Ratificeret |
| -------------- | --------------- | ---------- | ------------- | ------------- | ------------- | -------------- | -------------- | -------------- | ------ | ----------- |
|                | Underhuset      | Underhuset | Godkendt      | 20. maj 1993  | 20. maj 1993  | 292            | 112            | 0              | [ 27 ] |             |
|                | Overhuset       | Overhuset  | Godkendt      | 20. juli 1993 | 20. juli 1993 | 292            | 112            | 0              | [ 27 ] |             |

| Tyskland | 7. februar 1992 | [ 25 ]        | 28. december 1992 | 28. december 1992 | [ 52 ]            | 13. oktober 1993 | 13. oktober 1993 | 13. oktober 1993 | [ 26 ] | Ratificeret |
| -------- | --------------- | ------------- | ----------------- | ----------------- | ----------------- | ---------------- | ---------------- | ---------------- | ------ | ----------- |
|          | Forbundsdagen   | Forbundsdagen | Godkendt          | 2. december 1992  | 2. december 1992  | 543              | 16               | 8                | [ 53 ] |             |
|          | Forbundsrådet   | Forbundsrådet | Godkendt          | 18. december 1992 | 18. december 1992 | 68               | 0                | 0                | [ 54 ] |             |

## Betydning, indførelse og ændringer
| Underskrevet Ikrafttrædelse Dokument | 1948 Bruxelles-traktaten                      | 1951 1952 Paris-traktaten      | 1954 1955 Ændrede Bruxellestraktat           | 1957 1958 Rom-traktaterne                    | 1965 1967 Fusionstraktaten                   | 1975 - Rådsmødekonklusioner                  | 1985 Schengen-traktaten                      | 1986 1987 EF-pakken                          | 1992 1993 Maastricht-traktaten               | 1992 1993 Maastricht-traktaten | 1997 1999 Amsterdam-traktaten | 2001 2003 Nice-traktaten  | 2007 2009 Lissabon-traktaten | 2007 2009 Lissabon-traktaten |  |
|                                      |                                               |                                |                                              |                                              |                                              |                                              |                                              |                                              |                                              |                                |                               |                           |                              |                              |  |
| Den Europæiske Unions tre søjler:    |                                               |                                |                                              |                                              |                                              |                                              |                                              |                                              |                                              |                                |                               |                           |                              |                              |  |
| Europæiske Fællesskaber:             |                                               |                                |                                              |                                              |                                              |                                              |                                              |                                              |                                              |                                |                               |                           |                              |                              |  |
|                                      | Det Europæiske Atomenergifællesskab (EURATOM) |                                |                                              |                                              |                                              |                                              |                                              |                                              |                                              |                                |                               |                           |                              |                              |  |
|                                      |                                               |                                | Det Europæiske Kul- og Stålfællesskab (EKSF) | Det Europæiske Kul- og Stålfællesskab (EKSF) | Det Europæiske Kul- og Stålfællesskab (EKSF) | Det Europæiske Kul- og Stålfællesskab (EKSF) | Traktaten ophørte i 2002                     | Traktaten ophørte i 2002                     | Traktaten ophørte i 2002                     |                                | Den Europæiske Union (EU)     | Den Europæiske Union (EU) |                              |                              |  |
|                                      |                                               |                                | Det Europæiske Økonomiske Fællesskab (EØF)   |                                              |                                              |                                              |                                              |                                              |                                              |                                | Den Europæiske Union (EU)     | Den Europæiske Union (EU) |                              |                              |  |
|                                      |                                               |                                |                                              | Schengen-samarbejdet                         |                                              |                                              | Det Europæiske Fællesskab (EF)               | Det Europæiske Fællesskab (EF)               |                                              |                                | Den Europæiske Union (EU)     | Den Europæiske Union (EU) |                              |                              |  |
|                                      |                                               | TREVI                          | TREVI                                        | TREVI                                        | Retlige og indre anliggender (RIA)           |                                              | Det Europæiske Fællesskab (EF)               | Det Europæiske Fællesskab (EF)               |                                              |                                | Den Europæiske Union (EU)     | Den Europæiske Union (EU) |                              |                              |  |
|                                      | Politi- og strafferetligt samarbejde (PSS)    | TREVI                          | TREVI                                        | TREVI                                        | Retlige og indre anliggender (RIA)           |                                              |                                              |                                              |                                              |                                | Den Europæiske Union (EU)     | Den Europæiske Union (EU) |                              |                              |  |
|                                      |                                               |                                |                                              |                                              | Europæiske Politiske Samarbejde (EPS)        | Fælles udenrigs- og sikkerhedspolitik (FUSP) | Fælles udenrigs- og sikkerhedspolitik (FUSP) | Fælles udenrigs- og sikkerhedspolitik (FUSP) | Fælles udenrigs- og sikkerhedspolitik (FUSP) |                                | Den Europæiske Union (EU)     | Den Europæiske Union (EU) |                              |                              |  |
| Vestunionen (WU)                     | Vestunionen (WU)                              | Den Vesteuropæiske Union (WEU) | Den Vesteuropæiske Union (WEU)               | Den Vesteuropæiske Union (WEU)               | Den Vesteuropæiske Union (WEU)               | Den Vesteuropæiske Union (WEU)               | Den Vesteuropæiske Union (WEU)               |                                              |                                              |                                |                               | Den Europæiske Union (EU) |                              |                              |  |
| Vestunionen (WU)                     | Vestunionen (WU)                              | Den Vesteuropæiske Union (WEU) | Den Vesteuropæiske Union (WEU)               | Den Vesteuropæiske Union (WEU)               | Den Vesteuropæiske Union (WEU)               | Den Vesteuropæiske Union (WEU)               | Den Vesteuropæiske Union (WEU)               | Traktaten ophørte i 2011                     |                                              |                                |                               |                           |                              |                              |  |
|                                      |                                               |                                |                                              |                                              |                                              |                                              |                                              |                                              |                                              |                                |                               | v d r                     |                              |                              |  |

Traktaten havde store implikationer for medlemslandene, idet den skabte et meget større samarbejde i en politisk union.
Maastricht-traktaten er sidenhen blevet ændret ved bl.a. Amsterdam- og Nice-traktaten. Disse fører endnu flere områder ind i samarbejdet og udvider det dermed. Allerede i traktaten var der lagt op til regeringskonferencen i 1996, som medførte Amsterdam-traktatens underskrivelse i 1997.
Traktaten er ligeledes ændret ved de tre tiltrædelsestraktater, hvor EU blev udvidet først fra tolv til femten, derefter fra 15 til 25 og senest med Bulgarien og Rumænien til 27 medlemslande.